# Fraureuth
Fraureuth é um município da Alemanha, situado no distrito de Zwickau, no estado da Saxônia. Tem 22,59 km² de área, e sua população em 2019 foi estimada em 5.105 habitantes.